# Будебуз, Риад
Риа́д Будебу́з (араб. رياض بودبوز‎; фр. Ryad Boudebouz; род. 19 февраля 1990, Кольмар) — алжирский и французский футболист, полузащитник клуба «Кабилия». Выступал в национальной сборной Алжира.

## Клубная карьера
В возрасте 10 лет начал выступать за юношескую команду местного клуба «Кольмар». В 14 лет Риад перешёл в футбольную академию «Сошо», а в 16 лет дебютировал за вторую команду клуба. 15 мая 2008 года Будебуз подписал свой первый профессиональный контракт с клубом «Сошо» на три года.
4 октября 2008 года Будебуз дебютировал в чемпионате Франции в матче против «Ниццы». 8 ноября 2008 года он забил свой первый мяч в официальных играх в игре против «Ле-Мана».
За годы выступлений в «Сошо», Будебуз сыграл за команду 164 матча (24 гола) в чемпионате Франции (все в высшем дивизионе), 14 матчей (6 голов) в Кубке страны и Кубке лиги и 2 матча в еврокубках, а также 24 матча (4 гола) за вторую команду клуба.
В 2011 году выбран лучшим футболистом года в Алжире.
2 сентября 2013 года, в последний день летнего трансферного окна, Будебуз подписал трёхлетний контракт с клубом из Корсики, «Бастией», за переход был заплачен 1 млн евро. В «Бастии» он также стал игроком основного состава, сыграв в первом сезоне 32 матча в лиге.
Летом 2015 года перешёл в «Монпелье».

## Международная карьера
Риад Будебуз играл за юношескую сборную Франции до 17 лет и за юношескую сборную Франции до 19 лет. Получив вызов от молодёжной сборной Франции, которая «строилась» заново после чемпионата Европы, Риад Будебуз отклонил это предложение, и предпочёл ей юношескую сборную, которая играла в отборочном турнире к чемпионату Европы в своей возрастной группе, и пробилась туда.
В 2009 году Будебуз получил паспорт Алжира, чтобы представлять сборную Алжира на международных турнирах. 4 мая 2010 года Будебуз был включён в предварительный состав сборной Алжира на чемпионат мира 2010, а 1 июня главный тренер сборной Рабах Саадан включил Будебуза в окончательную заявку. Первый матч за сборную сыграл 28 мая 2010 года против Ирландии.
В финальном турнире чемпионата мира 2010 года Будебуз принял участие в одном матче — второй игре группового турнира против Англии (0:0).
12 ноября 2011 года в товарищеском матче с Тунисом (1:0) забил свой первый гол за сборную.
В январе 2013 года был включён в состав сборной для участия в финальном турнире Кубка африканских наций 2013. Во время турнира у Будебуза и ещё одного игрока сборной, Амера Буазза, возник конфликт с тренером Вахидом Халилходжичем. Тренер отчислил обоих игроков из сборной и обещал больше не вызывать их.
| Матчи за сборную Алжира | Матчи за сборную Алжира | Матчи за сборную Алжира | Матчи за сборную Алжира | Матчи за сборную Алжира | Матчи за сборную Алжира | Матчи за сборную Алжира      |
| №                       | Дата                    | Соперник                | Счёт                    | Минуты                  | Голы                    | Соревнование                 |
| ----------------------- | ----------------------- | ----------------------- | ----------------------- | ----------------------- | ----------------------- | ---------------------------- |
| 1                       | 28 мая 2010             | Ирландия                | 0:3                     | 23                      | 0                       | Товарищеский матч            |
| 2                       | 5 июня 2010             | ОАЭ                     | 1:0                     | 26                      | 0                       | Товарищеский матч            |
| 3                       | 18 июня 2010            | Англия                  | 0:0                     | 74                      | 0                       | Чемпионат мира 2010          |
| 4                       | 11 августа 2010         | Габон                   | 1:2                     | 90                      | 0                       | Товарищеский матч            |
| 5                       | 3 сентября 2010         | Танзания                | 1:1                     | 69                      | 0                       | Отборочный матч КАН-2012     |
| 6                       | 17 ноября 2010          | Люксембург              | 0:0                     | 90                      | 0                       | Товарищеский матч            |
| 7                       | 27 марта 2011           | Марокко                 | 1:0                     | 81                      | 0                       | Отборочный матч КАН-2012     |
| 8                       | 4 июня 2011             | Марокко                 | 0:4                     | 45                      | 0                       | Отборочный матч КАН-2012     |
| 9                       | 12 ноября 2011          | Тунис                   | 1:0                     | 75                      | 1                       | Товарищеский матч            |
| 10                      | 29 февраля 2012         | Гамбия                  | 2:1                     | 8                       | 0                       | Отборочный матч КАН-2013     |
| 11                      | 2 июня 2012             | Руанда                  | 4:0                     | 66                      | 0                       | Отборочный матч ЧМ-2014      |
| 12                      | 10 июня 2012            | Мали                    | 1:2                     | 58                      | 0                       | Отборочный матч ЧМ-2014      |
| 13                      | 15 июня 2012            | Гамбия                  | 4:1                     | 10                      | 0                       | Отборочный матч КАН-2013     |
| 14                      | 14 ноября 2012          | Босния и Герцеговина    | 0:1                     | 46                      | 0                       | Товарищеский матч            |
| 15                      | 12 января 2013          | ЮАР                     | 0:0                     | 10                      | 0                       | Товарищеский матч            |
| 16                      | 30 января 2013          | Кот-д’Ивуар             | 2:2                     | 62                      | 0                       | Кубок африканских наций 2013 |